# 한국대학축구연맹
한국대학축구연맹(Korean Universities Football Confederation)은 대한축구협회의 산하 연맹으로 대한민국의 대학 축구를 관장한다.